# Phobolosia reincarnata
Phobolosia reincarnata là một loài bướm đêm trong họ Erebidae.